# Burgrieden
Burgrieden település Németországban, azon belül Baden-Württembergben. Lakosainak száma 4273 fő (2023. december 31.).

## Népesség
A település népessége az elmúlt években az alábbi módon változott:
| Lakosok száma | 2382 | 3623 | 4000 | 4072 | 4145 | 4255 | 4273 |
|               | 1975 | 2014 | 2017 | 2019 | 2021 | 2022 | 2023 |